# Мнішкув (гміна)
Гміна Мнішкув (пол. Gmina Mniszków) — сільська гміна у центральній Польщі. Належить до Опочинського повіту Лодзинського воєводства.
Станом на 31 грудня 2011 у гміні проживало 4718 осіб.

## Площа
Згідно з даними за 2007 рік площа гміни становила 123.83 км², у тому числі:
- орні землі: 59.00%
- ліси: 33.00%

Таким чином, площа гміни становить 11.92% площі повіту.

## Населення
Станом на 31 грудня 2011:
| Опис     | Загалом | Загалом | Чоловіки | Чоловіки | Жінки | Жінки |
| -------- | ------- | ------- | -------- | -------- | ----- | ----- |
| одиниця  | осіб    | %       | осіб     | %        | осіб  | %     |
| все      | 4718    | 100     | 2391     | 50.68    | 2327  | 49.32 |
| міське   | 0       | 100     | 0        |          | 0     |       |
| сільське | 4718    | 100     | 2391     | 50.68    | 2327  | 49.32 |

## Сусідні гміни
Гміна Мнішкув межує з такими гмінами: Александрув, Вольбуж, Парадиж, Славно, Сулеюв, Томашув-Мазовецький.